# Lego Kulon
Lego Kulon is een bestuurslaag in het regentschap Ngawi van de provincie Oost-Java, Indonesië. Lego Kulon telt 2587 inwoners (volkstelling 2010).